# شیوشگان
کوه شیوشگان در قسمت شرق شهر کرمان در استان کرمان است. قدمت دستکند آن به ۱۲ هزار سال قبل بر می‌گردد که «شیوشگان» نام باستانی و امروزی این کوه است، یکی از چشم‌گیرترین اثر تاریخی و گردشگری این شهر است.
اَبر دستکند شیوشگان شهر کرمان در ایران، با گستردگی ۳۰۰ متر بلندا و ۲۰۰ متر پهنا، که از تمدن کهن ایرانی به جا مانده‌است؛ نهایت دانش‌های پایه ریاضیات و هندسه در آن منظور شده‌است و پیوندی با نجوم و هنر نقاشی مینیاتور دارد، هم چنین بایستی به دست پهلوانانی ساخته شده باشد که توانسته‌اند سینه ستیر کوه را بشکافند؛ که همه اینها برای بزرگترین نیایشگاه مهرپرستان جهان باستان بوده‌است. تصویر نیمرخ انسانی از سایه و جمجمه و چشم و یک کلاغ از محل زایشگاهی انسانی که در آن مشاهده می‌شود، که سالی یک بار به حد کامل می‌رسد؛ و مانند یک قرص ماه و با توجه به ۴ تصویر سایه‌ای، کهن‌ترین انیمیشن و گاه شمار جهان می‌باشد.

## نام‌شناسی

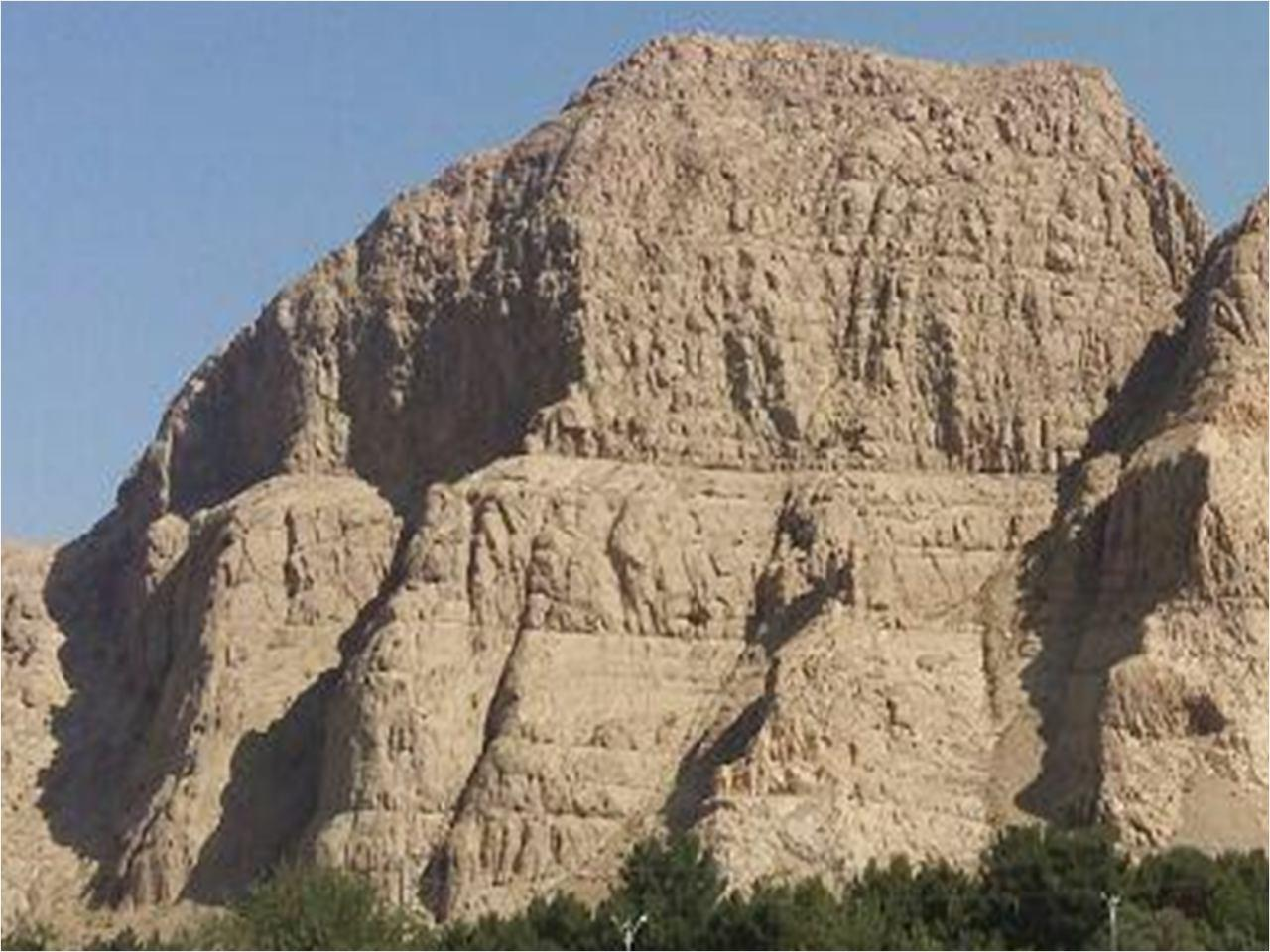
کوه شیوشگان و تصویر نیمرخ صورت انسان که با سایه ایجاد شده‌است (در سمت چپ تصویر)

اسامی هزاره‌های پیشین این کوه تاکنون، شیوشگان، شیوشگاه و شیونکوه است که از ریشه شیون است، به معنای شیون و زاری است. براساس کشفیات سایه نگاری مینیاتوری در تاق علی کرمان که در دو موسم از سال کامل می‌شود؛ و ثابت شد که شیوشگان قبله گاه مهرپرستان است، و مهر و جام جمشید، از مهم‌ترین نشانه‌های مهم البرز است.
براساس کهن‌ترین کتاب‌های مذهبی تاریخی، چکامه‌ها، داستان‌های تاریخی و اسطوره ایی ایران زمین، سپندینه‌ترین جایگاه مینویی بر روی زمین، البرزکوه می‌باشد. دانشمندان گوناگون حدس‌هایی زده‌اند ولی هنوز به درستی در مورد مکان البرز به جمع‌بندی نرسیده‌اند.
استاد باستانی پاریزی در طی مقاله ایی تحت عنوان؛ «برزکوه»، در سال ۱۳۵۴، مدعی شدند که البرزکوه در پاریز است. براساس مشخصات و مختصات ذکر شده و اسامی، داستان‌ها، شخصیت‌های اسطوره ایی تاریخی ایران زمین و جایگاه‌های مهم بیان شده در کتاب‌های کهن پارسی، و تشابه مشخصات البرز با شیوشگان برابری می‌کند، مهم‌ترین شباهت‌ها شامل: ۱- جایگاه قبله گاه مهرپرستان در کرمان. ۲- سایه نگاری‌های اسرارآمیز. ۳- اسامی باستانی کوه. ۴- داستان‌های کهن کرمان در مورد حُرمت بسیار برای دامنه شیوشگان. ۵- جایگاه مشابه مهر، سوشیانت ۶- صدای ناله کوه.

## نگارخانه

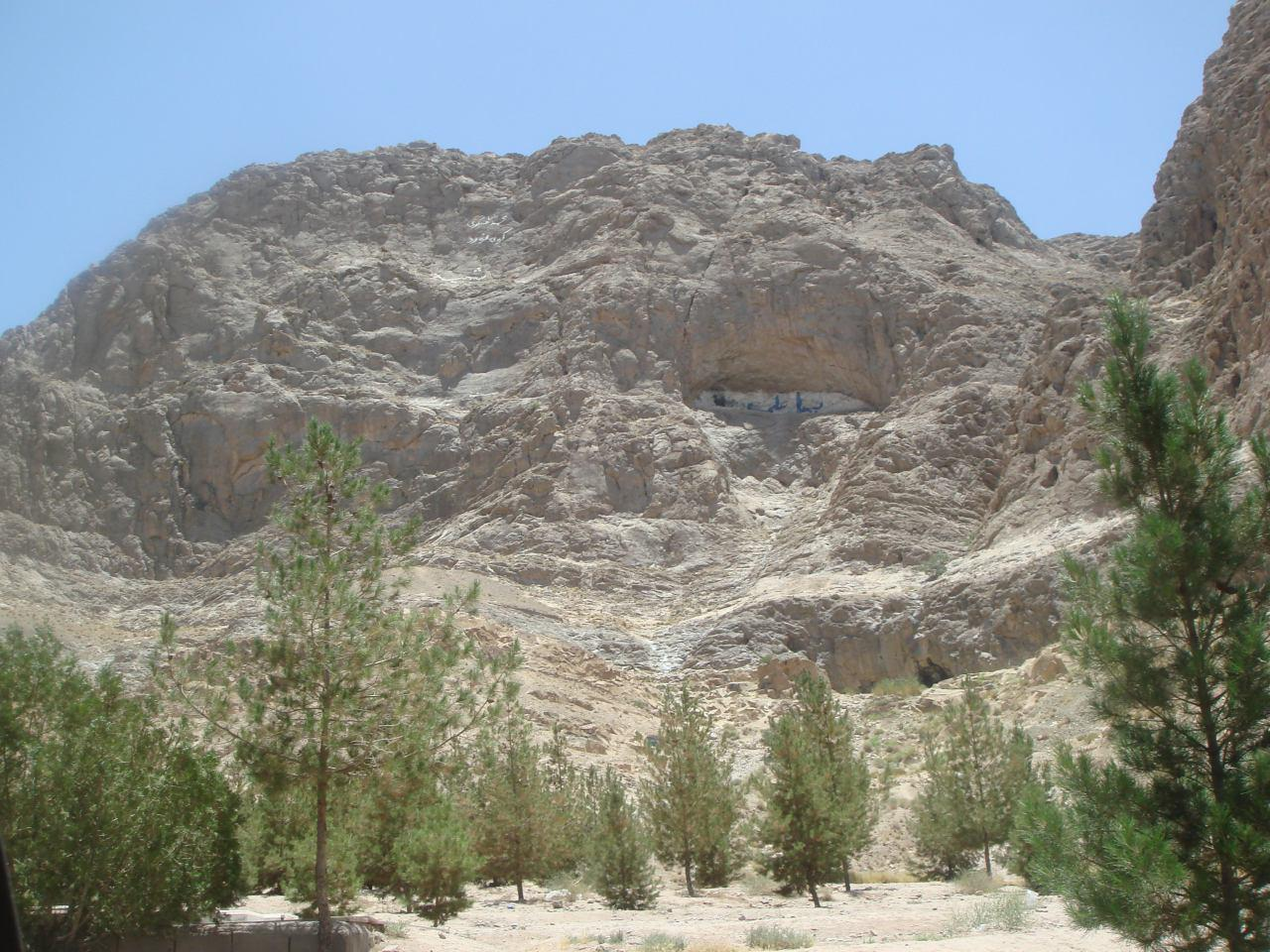
تصویری از نمای جلوی کوه شیوشگان
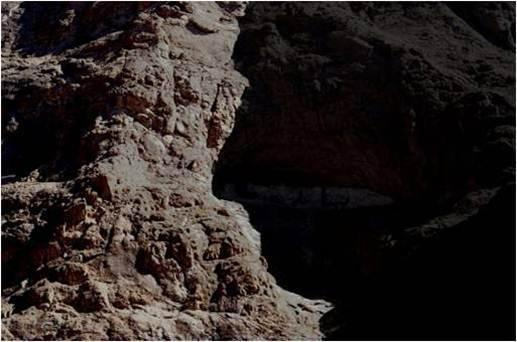
کوه شیوشگان و تصویر نیمرخ صورت انسان که با سایه ایجاد شده‌است
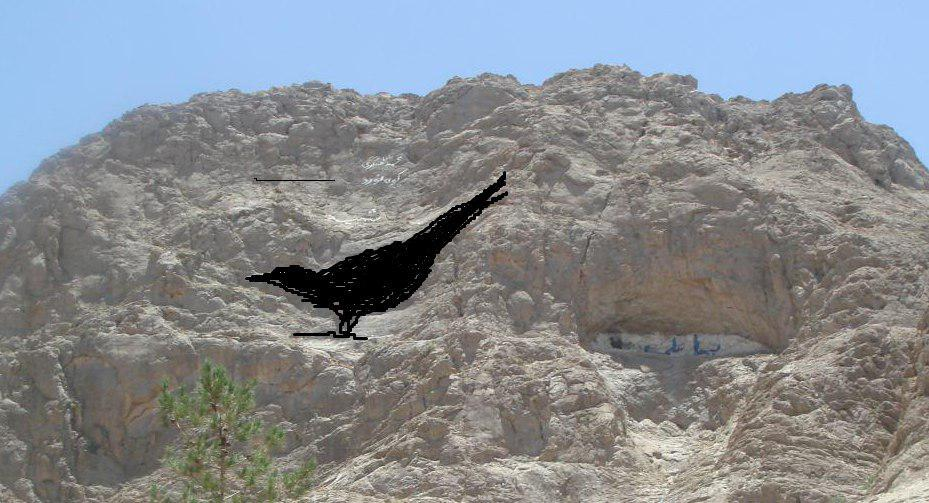
کوه شیوشگان و تصویر کلاغ
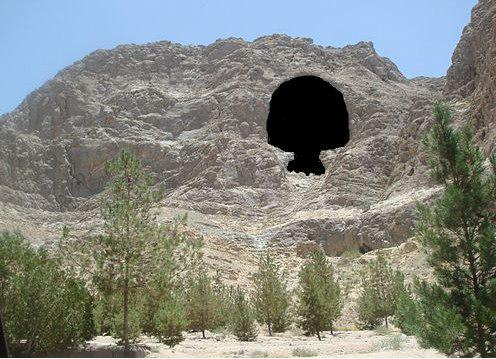
کوه شیوشگان و تصویر جمجمه انسان
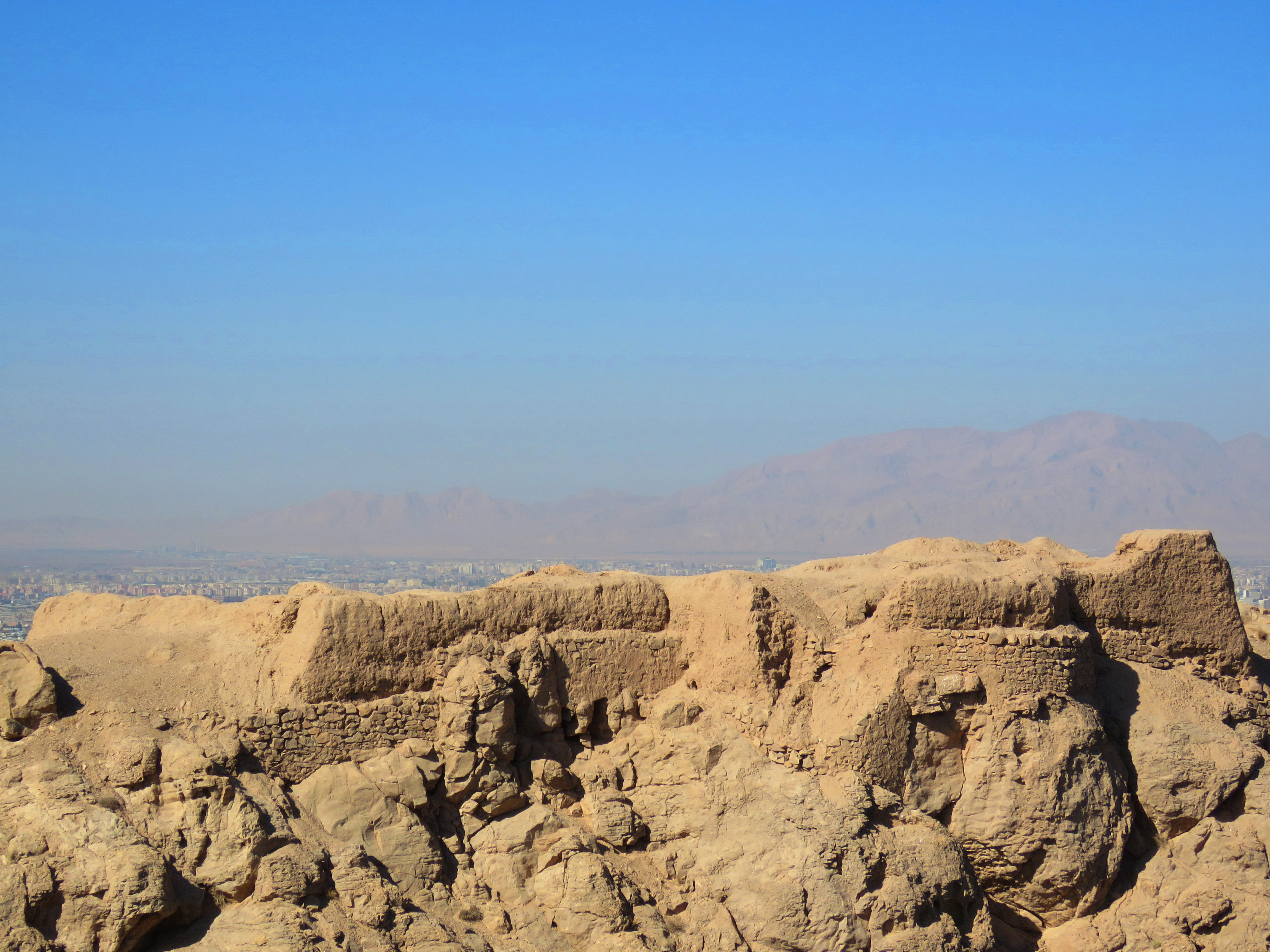
قلعه شیوشگان
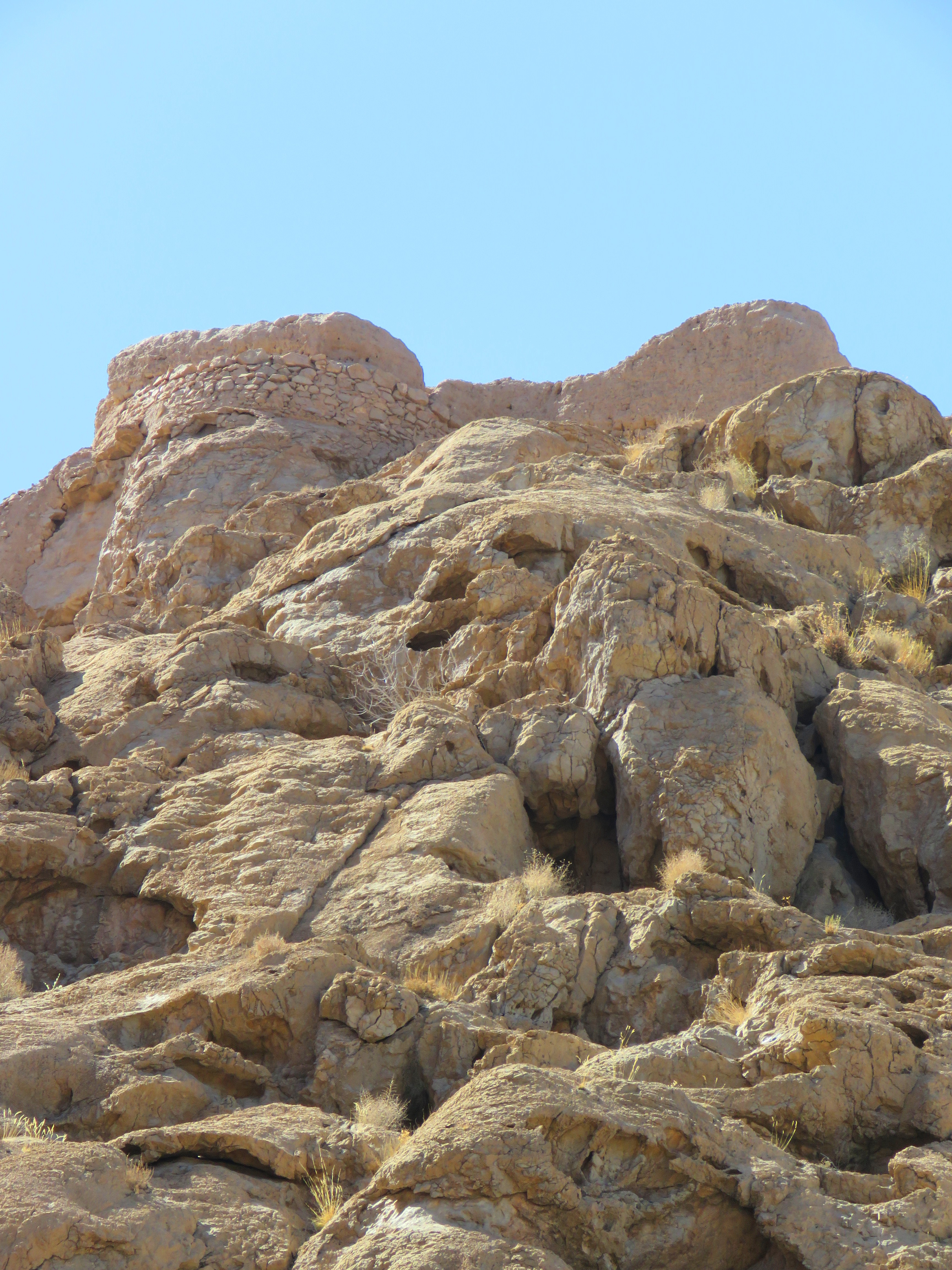
قلعه شیوشگان
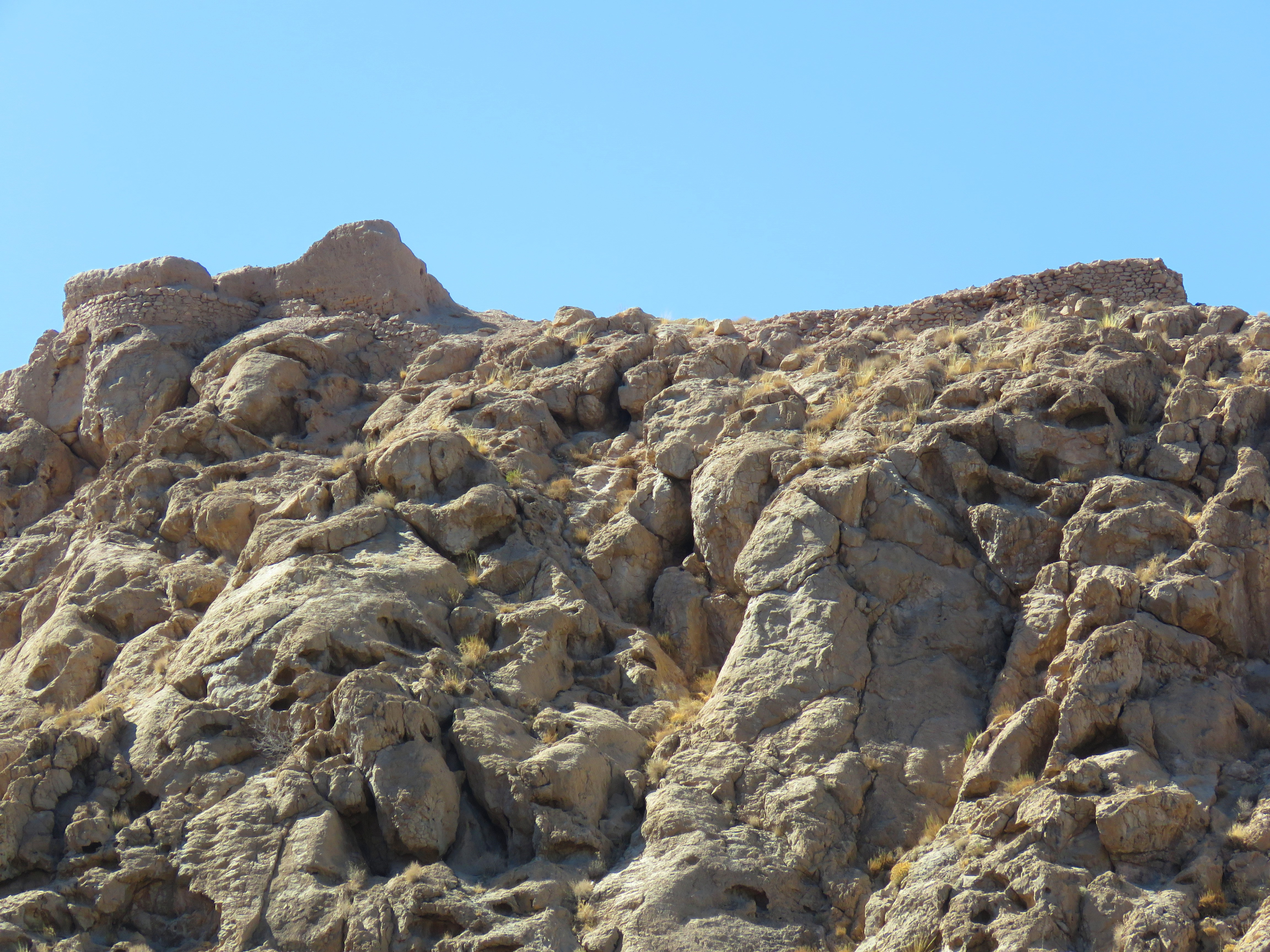
قلعه شیوشگان
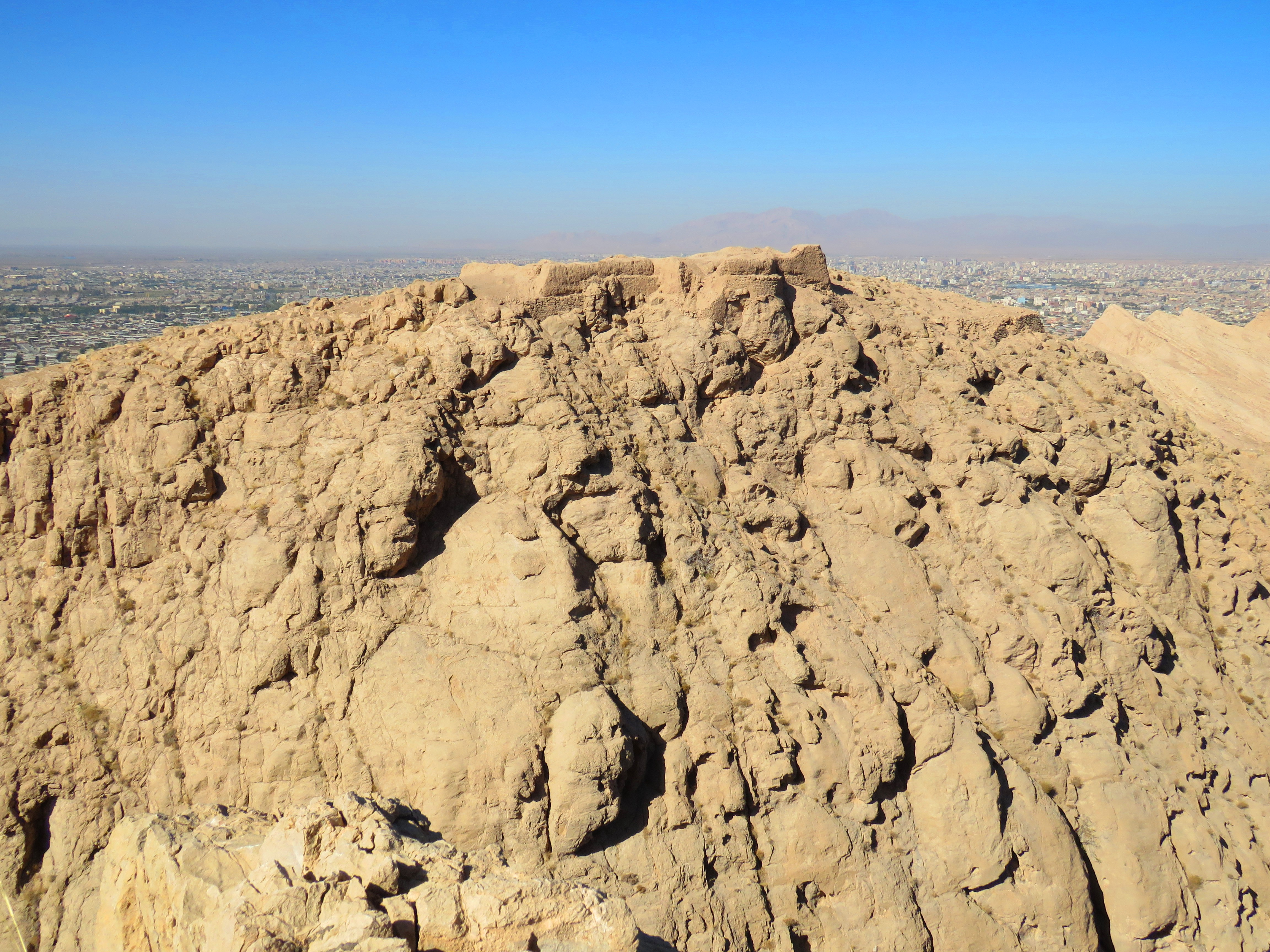
قلعه شیوشگان
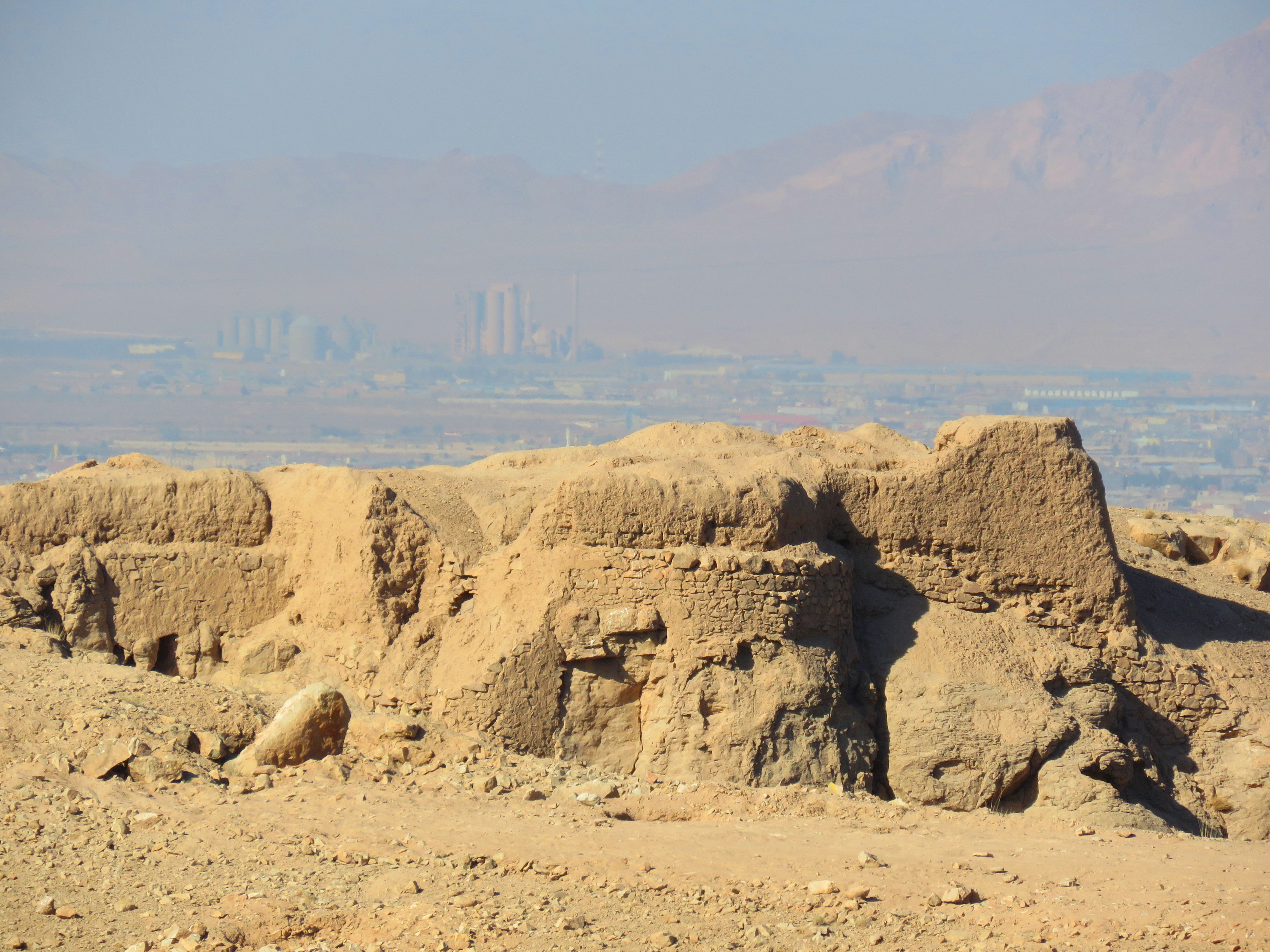
قلعه شیوشگان